# ریوبی

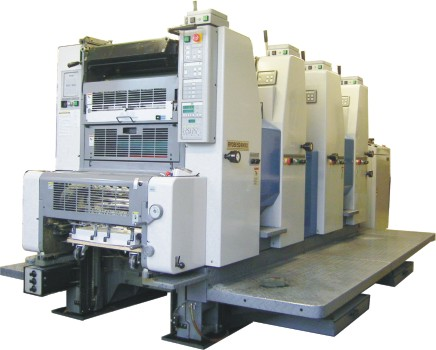
ریوبی 4 رنگ برای چاپ افست

ریوبی (リョービ株式会社 Ryobi Kabushiki-kaisha) یک سازنده ژاپنی قطعات برای خودرو، الکترونیک و صنایع مخابراتی است. همچنین ماشین‌آلات و تجهیزات چاپ، ابزار قدرت و سخت‌افزار سازندگان را به فروش می‌رساند. ابزارهای ریوبی پاورتولز و تجهیزات برق ریوبی آوتدورپاور برندهای صنعتی هستند که تحت مجوز ریوبی استفاده می‌شوند. 